# PAN 〜ネバーランド、夢のはじまり〜
『PAN 〜ネバーランド、夢のはじまり〜』（パン ネバーランド、ゆめのはじまり、原題：Pan）は、2015年のイギリス・アメリカ合衆国・オーストラリア合作の冒険ファンタジー映画である。
ジェームス・マシュー・バリーによる戯曲『ピーター・パン』の物語を基に、主人公ピーター・パンの生い立ちから、彼がネバーランドを訪れ、永遠の少年となるまでを描いている。

## ストーリー
第二次世界大戦中のロンドン。12年前に母メアリーによって孤児院に預けられたピーターは、夜な夜な孤児たちが姿を消すことに疑問を抱き、友人のニブスと共に真相を突き止めようとしていた。ある日の夜、孤児院に空飛ぶ海賊船が現れ孤児たちを攫っていく。海賊から逃げようとするピーターだったが、海賊と手を組んでいた孤児院の院長バーナバスによって海賊に突き出されネバーランドに連れて行かれる。
ネバーランドには、島を支配する海賊・黒ひげによって世界中から孤児たちが集められていた。黒ひげは妖精の粉の力で不老不死の力を得ようとしており、妖精を狩っていたものの、狩り尽くしてしまったため、孤児たちを使ってさらに妖精の粉が宿る石を採掘させていた。ピーターも採掘に駆り出されるが、掘り出した石を他の男に横取りされ抗議する。が、逆に盗人扱いされ処刑されることになり、黒ひげによって母船から突き落とされる。しかし、ピーターは空を飛び死ぬことはなかった。
ショックで気を失ったピーターは、目を覚ますと黒ひげの部屋に運び込まれていた。黒ひげはピーターを、原住民の言い伝えにある「黒ひげを倒す空飛ぶ少年」と確信し、ピーターを牢獄に閉じ込めてしまう。そこに、採石場で出会ったフックが現れ、島からの脱走を持ち掛ける。ピーターは「一緒に母メアリーを探すこと」を条件に受け入れ、フックは牢獄を爆破してピーターと脱走する。2人は成り行きで逃亡を手助けしてくれたスミーも加えて海賊船の強奪を試みるが、ピーターは空を飛ぶことが出来ず、仕方なくフックは自力で海賊船を強奪し脱出に成功するが、約束を反故にしようとしてピーターと口論している最中に追っ手の砲撃を受け森に墜落してしまう。
森に墜落したフックとスミーは、ピーターを原住民の集落に連れて行き「言い伝えの少年」を引き渡して褒美を貰おうと考えるが、原住民の王女タイガー・リリーによって「海賊の一味」として捕えられ処刑されそうになる。しかし、ピーターがメアリーから託されたパン・フルート型のネックレスを付けていたことを知ると、原住民は処刑を取り止める。ネックレスは妖精の王国への道標であり、ピーターは族長から「メアリーは妖精の王子と恋に落ち、黒ひげから守るため、生まれた子を人間の世界に隠した」と告げる。
ピーターは「言い伝えの少年」であることを証明するため、3日の間に空を飛ぶことを指示されるが、空を飛ぶことが出来ずにいた。そんな中、集落から離れ森に迷い込んだスミーは黒ひげに捕まり殺されそうになったため、寝返って集落の場所を密告する。黒ひげは手下を引き連れ集落を襲撃し、族長を殺して妖精の王国の場所を聞き出そうとする。ピーターはフック、タイガー・リリーと共に脱出するが、黒ひげから「メアリーは自分が殺した」と告げられショックを受ける。ピーターたちは妖精の王国に向かう途中で巨大なワニに襲われるが、人魚によって助けられる。ピーターは人魚の力を借り、メアリーが原住民と妖精を守るため黒ひげと闘い死んだことを知る。一方、難破した船を見付けたフックは「自分がいた世界に帰る」と言い出し、2人と別れる。妖精の王国の入り口に到着した2人は王国に入ろうとするが、そこに黒ひげが現れ侵入を許してしまう。
王国に侵入した黒ひげは妖精狩りを始め、用済みになったピーターを殺そうとするが、そこにフックが現れピーターを助け出す。黒ひげはフックの船を砲撃し撃墜するが、フックは空を飛ぶようになったピーターに助け出される。ピーターはティンカー・ベルら妖精たちの力を借りて黒ひげたちを追い込み、壁に激突し浮力を失った母船は黒ひげと共に墜落する。妖精の力でピーターはメアリーの魂と会話し、彼女から「ピーター・パン」の名前を贈られる。
ピーターはフック、タイガー・リリーと共にロンドンを訪れ、ニブスたち孤児をバーナバスの元から連れ出し、ネバーランドに向かう。ピーターはフックに「これからも僕達は友達?」と問い掛け、フックは「勿論だ」と答え、ネバーランドに向けて舵を切る。

## キャスト
| 役名               | 俳優                   | 日本語吹替版 | 日本語吹替版 |
| 役名               | 俳優                   | 劇場公開版 | 日本テレビ版 |
| ------------------ | ---------------------- | --- | --- |
| ピーター           | リーヴァイ・ミラー     | 山田瑛瑠 | 山田瑛瑠 |
| 黒ひげ             | ヒュー・ジャックマン   | 内田直哉 | 内田直哉 |
| ジェームズ・フック | ギャレット・ヘドランド | 成宮寛貴 | 阪口周平 |
| タイガー・リリー   | ルーニー・マーラ       | 水川あさみ | 甲斐田裕子 |
| サム・スミーゲル   | アディール・アクタル   | ふくまつ進紗 | ふくまつ進紗 |
| ビショップ         | ノンソー・アノジー     | 楠見尚己 | 楠見尚己 |
| メアリー           | アマンダ・サイフリッド | 坂本真綾 | 坂本真綾 |
| バーナバス院長     | キャシー・バーク       | 磯辺万沙子 | 磯辺万沙子 |
| ニブス             | ルイス・マクドゥーガル | 西田光貴 | 西田光貴 |
| 人魚               | カーラ・デルヴィーニュ | 台詞なし | 台詞なし |
| クワフ             | ナ・テジョー           | 横山太一 | 横山太一 |
| 族長               | ジャック・チャールズ   | 小室正幸 | 小室正幸 |
| その他             |                        | 小迎裕美子 岩崎ひろし 陶山章央 さかき孝輔 荒井勇樹 深増祐一 浅科准平 河合みのる 山本兼平 島田岳洋 岡田恵 丸山有香 吉田麻実 足立由夏 矢口千博 | 小迎裕美子 岩崎ひろし 陶山章央 さかき孝輔 荒井勇樹 深増祐一 浅科准平 河合みのる 山本兼平 島田岳洋 岡田恵 丸山有香 吉田麻実 足立由夏 矢口千博 |
| コーラス           |                        | 宮下文一 前田克美 尾崎愛 松田レレ 山本祥太 宮本克哉 松田修平 水越健                                                                          | 宮下文一 前田克美 尾崎愛 松田レレ 山本祥太 宮本克哉 松田修平 水越健                                                                          |
|                    |                        | | |
| 演出               |                        | 羽田野千賀子 | 羽田野千賀子 |
| 翻訳               |                        | 中島多恵子 | 中島多恵子 |
| 録音・調整         |                        | 武田将仁 | 武田将仁 |
| 歌唱演出           |                        | 亀川浩未 | 亀川浩未 |
| 制作               |                        | ACクリエイト | ACクリエイト |

- 劇場公開版 - 劇場公開。ソフト収録。
- 日本テレビ版 - 2018年2月16日 日本テレビ『金曜ロードSHOW!』、2019年9月16日 ディズニーXD 放送。

## 製作
本作の脚本は2013年のブラックリスト (映画化されていない脚本を対象とした人気投票上位リスト) にランクインした。2014年1月、ギャレット・ヘドランドが若い頃のフック船長を演じるとの報道があった。同月24日、ヒュー・ジャックマンが黒ひげ役で本作に出演すると正式に発表された。2月にはピーター・パン役の募集が始まり、3月にリーヴァイ・ミラーが選出された。4月には、アマンダ・サイフリッドの出演が決まった。8月、カーラ・デルヴィーニュが人魚役に選出された。
ルーニー・マーラがタイガー・リリーを演じるとの報道が出た後、批判が相次いだ。白人女優がネイティブ・アメリカンの女性を演じることに対する批判である。タイガー・リリーを演じる候補としてはマーラの他にも、ルピタ・ニョンゴ（黒人）とアデル・エグザルホプロス（白人）の名前が挙がっていたが、ワーナー・ブラザースはネイティブ・アメリカンの女優を起用することを検討していなかった。この報道を受けて「ハリウッドではネイティブ・アメリカンの女優が主演を務めることはほとんどない。」「今回のキャスティングはハリウッドで働くネイティブ・アメリカンの女優から一つの仕事を奪ったというだけではなく、映画におけるネイティヴ・アメリカンの不可視化を永続させることにつながる。」などの批判が寄せられた。こうした批判に対し、ジョー・ライト監督は「私は国際性と人種性に富んだ世界を造ろうとした。」と述べた。この発言に対しては、「主役4人をはじめとするほとんどのキャラクターが白人俳優で占められている。」との批判が出た。このような事態を受けて、キャスティング変更を求める数千人の嘆願書がワーナーに提出された。
1953年にディズニーが公開したアニメ映画『ピーター・パン』におけるネイティブ・アメリカンの描写も人種差別的であると批判されていた。タイガーリリーにルーニー・マーラを起用したのはこれを踏まえてのことなのではないかという主張が出た。つまり、「ワーナーはインディアンを白人に置き換えることで、部族の描写が人種差別的になることを避けようとしたのだろう。」という主張である。

## 公開
2013年12月12日、本作の配給権を持つワーナー・ブラザースは本作の北米公開日を2015年6月26日に決めた。その後、『アントマン』や『ミッション:インポッシブル/ローグ・ネイション』との競合を避けるために公開日は数回変更され、最終的には2015年10月9日となった。公開日延期を受けて、編集や視覚効果といったポスト・プロダクションの作業が追加された。
2015年9月24日、本作はオーストラリアでプレミアを迎えた。

## 興行収入
プレミアを迎えたオーストラリアでは、その週末が秋休みと重なったこともあり、本作は公開初週末に150万ドルを稼ぎ出した。
本作は2015年10月9日に北米3515館で公開され、公開初日に522万ドルを稼ぎ出した。最終的に公開初週末には1553万ドルを稼ぎ出し、週末興行収入ランキング3位となった。しかし、この数字は公開3週目の『モンスター・ホテル2』が記録した2030万ドルより低い数字であった。

## 評価
本作は批評家から酷評されている。映画批評集積サイトのRotten Tomatoesには111件のレビューがあり、批評家支持率は23%、平均点は10点満点で4.5点となっている。サイト側による批評家の意見の要約は「『PAN 〜ネバーランド、夢のはじまり〜』はCGを用いた切れのあるアクション要素と畳みかけるような展開の脚本が魅力だ。しかし、それらをもってしても、古典的児童文学の前日譚としての不発感は消えない。」となっている。また、Metacriticには33件のレビューがあり、加重平均値は34/100となっている。なお、本作のCinemaScoreはB+となっている。
本作は『ターミネーター:新起動/ジェニシス』や『ファンタスティック・フォー』と並んで、2015年を代表する不発映画の一本に挙げられている。

## テレビ放送
| 回数 | テレビ局   | 番組名（放送枠名） | 放送日        | 放送時間      | 放送分数 | 吹き替え版   | 視聴率 |
| ---- | ---------- | ------------------ | ------------- | ------------- | -------- | ------------ | ------ |
| 1    | 日本テレビ | 金曜ロードSHOW!    | 2018年2月16日 | 21:00 - 22:54 | 114分    | 日本テレビ版 | 7.1%   |

- 視聴率はビデオリサーチ調べ、関東地区・世帯・リアルタイム。